# Henry Middleton
Henry Middleton (Charleston, Carolina del Sur, Imperio británico, 1717 - Charleston, Carolina del Sur, Estados Unidos, 13 de junio de 1784) fue un propietario de plantaciones y funcionario público de Carolina del Sur. Miembro de la asamblea legislativa colonial, ocupó un puesto en el Congreso Continental y fue presidente del mismo durante la revolución estadounidense, en 1774. Dejó el congreso antes de que declarase su independencia. De nuevo en Carolina del Sur, sirvió como presidente del congreso provincial y senador en el recién creado gobierno estatal. Tras su captura por los británicos, aceptó la derrota y regresó a la condición de súbdito británico hasta el fin de la guerra.

## Biografía

### Primeros años y familia
Henry Middleton nació probablemente en 1717 cerca de Charleston, en la provincia de Carolina del Sur, siendo sus padres Arthur Middleton (1681-1737) y Susan Amory, en la plantación familiar "The Oaks". Su padre fue un plantador rico que sirvió como gobernador de Carolina del Sur. Middleton probablemente fue educado en Inglaterra antes de retornar a Carolina del Sur para heredar la plantación de su padre. Se convirtió en uno de los terratenientes más importantes en la colonia, teniendo unos 50.000 km² de tierras y 800 esclavos.
Middleton se casó con Mary Williams en 1741, con quien tuvo cinco hijos y siete hijas. Tras la muerte de Williams en 1761, Middleton se casó dos veces más, con Maria Henrietta Bull en 1762 y Lady Mary McKenzie en 1776.

### Cargos públicos
Middleton sirvió en una gran variedad de cargos públicos en Carolina del Sur. Fue un juez de paz y miembro de la Asamblea Legislativa de los Comunes, donde fue elegido portavoz en 1747, 1754, y 1755. Fue miembro del consejo provincial, pero renunció en 1770 en oposición a la política británica.
En 1774, al inicio de la revolución estadounidense, Middleton fue seleccionado delegado del Congreso Continental. Fue presidente de éste durante los últimos días del Primer Congreso Continental, sucediendo a Peyton Randolph Middleton se opuso a declararle la independencia a Gran Bretaña, y renunció del Segundo Congreso Continental en febrero de 1776 cuando los delegados más radicales empezaron a presionar por la independencia. Fue sucedido por su hijo, Arthur Middleton, que era más radical que su padre y se convirtió en uno de los firmantes de la Declaración de Independencia.
Tras la vuelta de Middleton a Carolina del Sur, fue elegido presidente del congreso provincial, y, comenzando el 16 de noviembre de 1775, sirvió en el Consejo de Seguridad. En 1776, él y su hijo Arthur ayudaron a formular una constitución temporal. En 1779, se convirtió en senador estatal en el nuevo gobierno.
Cuando Charleston fue capturada por los británicos en 1780, Middleton aceptó la derrota y su condición de súbdito británico. Este cambio fue, aparentemente, para no dañar su reputación a largo plazo, debido a su anterior apoyo de la Revolución, y no sufrió la confiscación de sus propiedades, como sufrieron muchos leales tras la guerra.
Middleton murió el 13 de junio de 1784 en Charleston.